# Nattachai Srisuwan
Nattachai Srisuwan (thailändisch ณัฐชัย ศรีสุวรรณ์; * 3. Februar 1995 in Saraburi) ist ein thailändischer Fußballspieler.

## Karriere
Das Fußballspielen lernte Nattachai Srisuwan in der Schulmannschaft der Surasakmontree School in Bangkok. Seinen ersten Vertrag unterschrieb er 2013 beim Drittligisten Phetchaburi FC in Phetchaburi. Der Verein spielte in der Central/East–Region. 2015 wechselte er in die Zweite Liga, der Thai Premier League Division 1. Hier unterschrieb er einen Vertrag bei Samut Songkhram FC in Samut Songkhram. In die Erste Liga, der Thai League, wechselte er 2017, wo er sich dem Hauptstadtclub Bangkok Glass, dem heutigen BG Pathum United FC, anschloss. Mit dem Verein stieg er nach der Saison 2018 in die Zweite Liga ab. Die Rückserie 2019 wurde er an den Ligakonkurrenten Air Force United, ebenfalls in Bangkok beheimatet, ausgeliehen. Die Saison 2020 ging er auf Leihbasis zum Erstligaabsteiger Chiangmai FC nach Chiangmai. Hier absolvierte er 29 Zweitligaspiele. Nach Vertragsende bei BG wechselte er zur Saison 2021/22 zum Erstligisten Nakhon Ratchasima FC. Für dem Verein bestritt er 21 Erstligaspiele. Am 1. Dezember 2022 wurde sein Vertrag nicht verlängert. Im gleichen Monat unterschrieb er in Chiangmai einen Vertrag beim Zweitligisten Chiangmai United FC. Für den Verein aus Chiangmai bestritt er vier Zweitligaspiele. Nach der Saison wurde sein Vertrag nicht verlängert. Im Juni 2023 verpflichtete ihn der Erstligaabsteiger Nakhon Ratchasima FC. In der Hinrunde bestritt er sieben Ligaspiele. Anfang Januar 2024 wechselte er nach Chanthaburi zum ebenfalls in der zweiten Liga spielenden Chanthaburi FC. Nach 15 Ligaspielen wurde sein Vertrag im Sommer 2024 nicht verlängert. Im August 2024 verpflichtete ihn der Drittligist Raj-Pracha FC. Mit dem Verein aus Bangkok spielt er in der Western Region der Liga.